# Екатеринбургский театр кукол
Екатеринбу́ргский муниципа́льный теа́тр ку́кол — кукольный театр в Екатеринбурге, в репертуаре которого спектакли разных жанров для детей и взрослых.

## История
Театр кукол был основан в Свердловске 6 ноября 1932 года на базе Свердловского ТЮЗа, на следующий день, 7 ноября, был показан первый спектакль — «Письмо из Италии». Двумя годами ранее группа кукольников ТЮЗа ставила сказку «Стёпка-растрёпка» (1930). На тот момент группа состояла из 6 человек, в их числе была А. В. Заякина, заслуженная артистка РСФСР, режиссёр (25 спектаклей), бутафор.
В течение более 30 лет театр работал без собственного помещения: спектакли ставились в домах культуры, клубах, на площадках других театров Свердловска и Свердловской области, в том числе во Дворце Пионеров.
В годы Великой Отечественной войны театр располагался в маленькой комнате музыкального училища на ул. Тургенева — здесь стали работать актёры, режиссёры, художники, эвакуированные из Минска, Киева, Ленинграда.

Старая эмблема Свердловского театра кукол

В 1953 году театр переехал в небольшое одноэтажное здание на проспекте Ленина, 15.
В 1964 году театр получил помещение на улице Мамина-Сибиряка, 143, оборудованное специальной техникой. Это было первое здание в СССР, построенное специально для театра кукол (архитекторы П. Дёминцев и Ф. Таксис). Первый спектакль на новой площадке состоялся 31 декабря 1963 года — для строителей, а на следующий день, 1 января 1964 года театр открылся для всех горожан. Труппа театра на тот момент состояла из 28 человек, главным режиссёром был П. В. Набоков.
В 1996—1998 годах здание подверглось значительной реконструкции (архитектор Александр Долгов): расширена площадь, надстроен ещё один этаж (всего в театре 5 этажей), значительно увеличилась и была механизирована сцена, появился малый зал. Теперь в театре две сценических площадки: большой зал (на 268 зрителей) и малый (на 80 зрителей). Кроме того, значительно изменился интерьер театра. У здания появилась и новая эмблема, разработанная художником Свердловской киностудии А. Золотухиным.
Постановки Р. Виндермана, В. Гаранина, М. Яремчука, А. Борока и С. Плотова, И. Лифанова в разные годы были отмечены дипломами многих престижных российских и зарубежных театральных фестивалей. В 1997 и 1999 годах спектакли «Картинки с выставки» и «Соловей» были номинированы на Национальную премию «Золотая Маска».
 Театр ежегодно участвует в областном конкурсе-фестивале «Браво!» Свердловского отделения Союза театральных деятелей РФ.
В 2002 году по инициативе театра прошёл I Международный фестиваль театров кукол «Петрушка Великий», в котором приняли участие кукольники из разных городов России, ближнего и дальнего зарубежья. С тех пор фестиваль проводится раз в два года.
21 августа 2004 году при театре был открыт музей театральной куклы «Петрушкин дом».
В 2019—2022 годах здание на улице Мамина-Сибиряка находился на капитальном ремонте, в этот период театр занимал здание первого городского театра «Колизей», а цеха и склады были перенесены в промышленные помещения. За это время были выпущены новые постановки — «Хармс», «Счастливый принц», «Гуси-Лебеди» и другие. В январе 2022 года театр вернулся в обновлённое здание, на фасаде которого появился кинетический театр «Время Чудес».

## Награды и достижения
- 1997 — театральная премия «Золотая Маска» в номинации «лучший художник театра кукол» за спектакль «Картинки с выставки» (художник-постановщик — Андрей Ефимов, режиссёры Александр Борок, Сергей Плотов)
- 2011 — театральная премия «Золотая Маска» в номинации «лучший художник театра кукол» за спектакль «Грибуль — простофиля и господин Шмель» (художник-постановщик, режиссёр Эмили Валантен)
- 2015 — театральная премия «Арлекин» в номинации «Лучшее художественное оформление спектакля» (художник Франческо Дживоне, спектакль «Пиноккио»)[3]
- 2019 — театральная премия «Арлекин» — «За весомый вклад в развитие детского театра России»[4]

## Труппа

### Действующий актёрский состав
Состоит в основном из выпускников Екатеринбургского государственного театрального института:
- Алла Антипова, заслуженная артистка России (с 2002)
- Николай Бабушкин (с 1999)
- Валерий Бахарев (с 1998)
- Оксана Боднар (c 2014)
- Герман Варфоломеев, заслуженный артист России (с 1988)
- Алеся Волкова (с 1996)
- Наталья Вотинцева (с 1993)
- Наталья Гаранина, заслуженная артистка России (с 1988)
- Галина Дейкина, заслуженная артистка России (с 1963)
- Наталья Елисеева (с 1998)
- Татьяна Жвакина (с 2002)
- Евгений Зимуков (с 2022)
- Анастасия Зырянова (с 2022)
- Егор Лунёв (с 2022)
- Ирина Кузьмина (с 1980)
- Анна Молчанова (с 2006)
- Алексей Палкин (с 2016)
- Юлия Петрова (с 1998)
- Алексей Пожарский (с 1998)
- Валерий Полянсков (с 2006)
- Степан Роскош (с 2014)
- Марина Стражникова (с 1995)
- Максим Удинцев (с 1997)
- Александр Шишкин (с 2017)
- Александра Шолик (с 2002)
- Глеб Яковенко (с 2014)

### Актёры, игравшие в театре кукол
- Роман Есин, заслуженный артист России (2011—2016)[5]
- Эдуард Конашевич (2006—2013)[6]
- Анастасия Овсянникова (2012—2016)[7]
- Николай Прескура, заслуженный артист Республики Молдова (2018—2020)[8]
- Евгений Шавкунов (2016—2018)[9]

## Режиссёры
- Алла Антипова, заслуженная артистка России
- Николай Бабушкин
- Александр Борок, заслуженный артист России
- Эмили Валантен (Театральная компания Эмили Валантен, Франция)
- Пётр Васильев
- Роман Виндерман
- Владимир Гаранин, заслуженный артист республики Башкортостан
- Луана Граменья (Zaches Teatro. Италия)
- Галина Дейкина, заслуженная артистка России
- Андрей Ефимов, заслуженный артист России
- Олег Жюгжда
- Анна Иванова-Брашинская
- Николай Коляда
- Екатерина Ложкина-Белевич
- Григорий Лифанов
- Андрей Мелентьев
- Павел Овсянников
- Виктор Плотников
- Сергей Плотов
- Евгений Сивко, заслуженный артист России (с 2008)
- Алексей Смирнов
- Альбина Сухоросова
- Александр Сысоев
- Сергей Усков
- Сергей Ягодкин
- Михаил Яремчук

## Репертуар
- 1992 «Потешки», реж. Ирина Прянишникова
- 1996 «Картинки с выставки», реж. Александр Борок, Сергей Плотов
- 1997 «Стойкий оловянный солдатик», реж. Альбина Сухоросова
- 1999 «Синюшкин колодец», реж. Альбина Сухоросова
- 2000 «Баллада о морской Царевне» по сказке Г.-Х. Андерсена «Русалочка», реж. Альбина Сухоросова
- 2001 «Кто разбудит солнышко», реж. Михаил Яремчук (Украина)
- 2002 «Карлик Нос» В. Гауфа, реж. Сергей Балыков
- 2004 «Здравствуй, Театр»! («Три поросёнка»), реж. Александр Борок
- 2004 «Почему-потому (осень)», реж. Михаил Яремчук
- 2004 «Серебряное копытце», реж. Альбина Сухоросова
- 2004 «Чайка» по пьесе Б. Акунина, реж. Александр Борок
- 2006 «Почему-потому (зима)», реж. Михаил Яремчук
- 2006 «Почему-потому (весна)», режиссёр Михаил Яремчук
- 2006 «Бобок» по мотивам рассказов Ф. Достоевского, реж. Григорий Лифанов
- 2007 «Снежная королева», реж. Евгений Сивко, Павел Овсянников
- 2007 «Приключения с обучением, или Вперед, спасатели!», реж. Сергей Усков
- 2007 «По щучьему велению», реж. Евгений Сивко, Павел Овсянников
- 2008 «Про умную собачку Соню», реж. Алексей Смирнов
- 2009 «Бык, Баран, Свинья и Др…», реж. Алексей Смирнов
- 2009 «Старая добрая сказка», реж. Альбина Сухоросова
- 2009 «Сказки Небесной Коровы», реж. Евгений Сивко, Павел Овсянников
- 2010 «Карнавал Петрушек», реж. Евгений Сивко
- 2010 «Рождественский вертеп», реж. Павел Овсянников
- 2010 «Грибуль-Простофиля и господин Шмель», реж. Эмили Валантен (Франция)(совместный проект с театральной компанией Эмили Валантен)
- 2010 «Кружевная сказка», реж. Галина Дейкина
- 2011 «Про самого длинного червяка», реж. Александр Сысоев
- 2011 «Маленькая Баба-Яга», реж. Алексей Смирнов
- 2011 «Садко», реж. Евгений Сивко
- 2011 «Морозко», реж. Николай Бабушкин, Алла Антипова
- 2012 «Серая шейка», реж. Николай Бабушкин, Алла Антипова
- 2012 «Маленькие трагедии», реж. Сергей Ягодкин
- 2012 «Времена года», реж. Павел Овсянников, Валерий Бахарев
- 2013 «Теремок», реж. Николай Бабушкин, Алла Антипова
- 2013 «АЛИСА/Alice.net», реж. Евгений Сивко
- 2013 «Пиноккио», реж. Луана Граменья (Италия) (совместный проект с Zaches Teatro)
- 2013 «Петрушка и трубочист», реж. Павел Овсянников
- 2014 «Сказки из коляски», реж. Альбина Сухоросова
- 2014 «Ромео и Джульетта», реж. Олег Жюгжда (Беларусь)
- 2015 «Апельсиновые сказки», реж. Сергей Усков
- 2015 «Frau Holle, или Госпожа Метелица», реж. Евгений Сивко
- 2015 «Василиса Прекрасная», реж. Петр Васильев
- 2016 «Разноцветные сказки», реж. Анна Иванова-Брашинская
- 2016 «Братья-лебеди», реж. Олег Жюгжда (Беларусь)
- 2016 «Золушка», реж. Николай Бабушкин, Алла Антипова
- 2016 «Карлсон, который живёт…», реж. Евгений Сивко
- 2017 «Сказка фей, или Спящая красавица», реж. Евгений Сивко
- 2017 «Калиф-аист», реж. Евгений Сивко
- 2017 «Волшебное Зазеркалье», реж. Николай Бабушкин
- 2018 «Письмо для Дедушки Мороза», реж. Николай Бабушкин
- 2018 «Дон Кихот», реж. Виктор Плотников
- 2018 «Кукла. Блокадная история», реж. Николай Бабушкин
- 2018 «Колобок», реж. Евгений Сивко
- 2019 «Поросенок Плюх», реж. Евгений Сивко
- 2019 «Квартет», реж. Николай Бабушкин
- 2019 «Курочка Ряба», реж. Николай Бабушкин, Евгений Сивко
- 2019 «Печная бабушка», реж. Андрей Мелентьев
- 2020 «Гуси-лебеди», реж. Сергей Усков
- 2020 «Собака камень», реж. Виктор Плотников
- 2020 «Хармс», реж. Екатерина Ложкина-Белевич
- 2021 «Снежная королева», реж. Евгений Сивко
- 2021 «Счастливый принц», реж. Николай Бабушкин
- 2021 «Art-механика», реж. Валерий Бахарев, Татьяна Жвакина
- 2022 «И оживают куклы: Дверь на сцену», реж. Евгений Сивко
- 2022 «История в сказочном лесу», реж. Николай Бабушкин
- 2022 «Гоголь. Триптих», реж. Игорь Казаков
- 2023 «В стране невыученных уроков», реж. Игорь Казаков

## Руководители
- 1931 — Н. И. Быков
- 1931—1932 — П. А. Демин
- между 1932 и 1934 гг. — Гастюк, Сенаев
- 1935-1936 - Николай Николаевич Секачев
- 1937 (до 30.10) — Григорий Иванович Иванов
- 1937—1938 — Ольга Николаевна Раздъяконова
- 1939 — 05.1940 — Б. Долгов
- 06.1940 — 12.1940 — В. Фомин
- 1940—1941 — Л. П. Малисов
- 1941—1943 — Агния Михайловна Витман[10]
- 04.1943 — 12.1943 — А. Г. Деменева
- 12.1943 — 06.1949 — Александр Петрович Ржевский
- 06.1949 — 05.1951 — Борис Яковлевич Свидер
- 05.1951 — 05.08.1953 — Л. П. Хрусталева
- 25.08.1953—1964 — Вера Павловна Михайлова[11]
- 1965—1970 — Валентина Михайловна Шленкина
- 1971—1972 — Татьяна Ивановна Трелицкая
- 1972—1973 — и. о., Хасан Сунагатович Хасанов
- 1974—1975 — и. о., Валентина Михайловна Корюкова-Роддэ
- 24.12.1975 — 08.02.1978 — Виталий Григорьевич Муравьев
- 05.1978 — 04.1983 — Александр Александрович Щеклеин[12]
- 04.1983 — 10.1990 — Нина Васильевна Вишневская
- 10.1990 — 04.2001 — Петр Степанович Стражников[13]
- 04.2001 — 06.2004 — Елена Шадикуловна Чадюк
- 06.2004 — 25.01.2005 — Римма Ивановна Архангельская[14]
- 25.01.2005 — 09.07.2010 — Светлана Николаевна Учайкина
- 09.07.2010 — н.в. — Петр Степанович Стражников